# 데브라 맥그레스

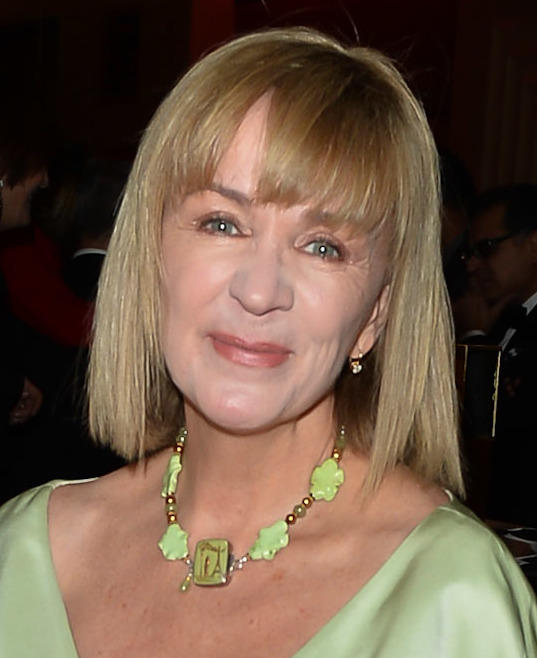

데브라 맥그레스(Debra McGrath, 1954년 7월 5일 ~ )는 캐나다의 배우이다.
토론토에서 태어났다.

## 영화
- 엘로이즈 무도회 소동 (2003년)
- 911 위기의 시간 (2003년)
- 엘로이즈의 크리스마스 소동 (2003년)
- 로보캅 - TV 시리즈 (1994년)